# Eugène Renaud

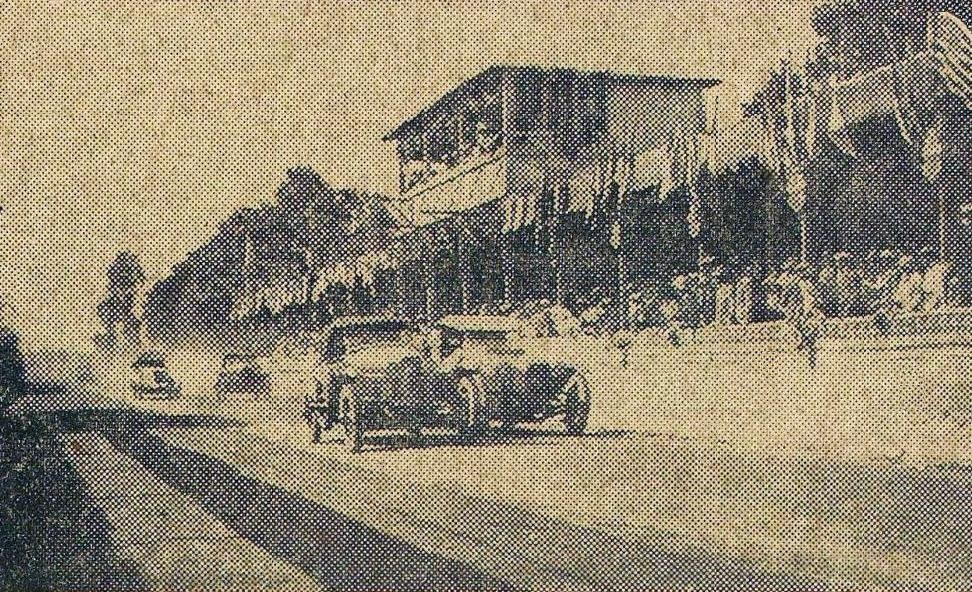
Start zum 24-Stunden-Rennen von Le Mans 1925

Eugène Prosper Jean Baptiste Renaud (* 27. Januar 1877 in Paris; † 25. November 1955 ebenda) war ein französischer Autorennfahrer.

## Karriere
Eugène Renaud war in seiner Karriere einmal beim 24-Stunden-Rennen von Le Mans am Start. 1925 fuhr er gemeinsam mit François Lecot einen Diatto 35. Nach einem technischen Defekt konnte das Duo das Rennen nicht beenden.

## Statistik

### Le-Mans-Ergebnisse
| Jahr | Team                                   | Fahrzeug       | Teamkollege    | Platzierung | Ausfallgrund |
| ---- | -------------------------------------- | -------------- | -------------- | ----------- | ------------ |
| 1925 | Societa Anonima Autocostruzioni Diatto | Diatto Tipo 35 | François Lecot | Ausfall     | Defekt       |